# Марта де Фрейтас, Алфеу
Алфеу Марта де Фрейтас (порт.-браз. Alfeu Martha de Freitas; 24 августа 1936, Монтенегру (Риу-Гранди-ду-Сул) — 30 марта 2018, Сапукая-ду-Сул) — бразильский футболист, полузащитник и нападающий. Брат футболистов Алсиндо и Алси.

## Карьера
Алфеу начал карьеру в клубе «Гремио Насьонал», затем играл за «Таурус». В 1953 году футболист перешёл в «Айморе», за который забил 42 гола. В 1958 году он стал игроком «Португезы Деспортос», забив в её составе 41 гол. В 1959 году Алфеу присоединился к «Интернасьоналу». В 1961 году нападающий выиграл с клубом чемпионом штата Риу-Гранди-ду-Сул. За эту команду он забил 108 голов. В 1963 году Алфеу уехал в Аргентину в клуб «Сан-Лоренсо», дебютировав 5 мая в матче с «Архентинос Хуниорс». Там он провёл 9 матчей и забил 2 гола, один из которых принёс победу в матче с «Бокой Хуниорс» 2:1. В 1964 году футболист возвратился на родину, став игроком клуба «Гремио». 20 августа он дебютировал в составе команды в матче со своим бывшим клубом, «Интернасьоналом» (0:2). 20 сентября он забил первый мяч за клуб, поразив ворота «Фарроупильи». 16 декабря футболист сыграл последнюю игру в состава «Гремио», в котором его команда победила «Сан-Жозе» со счётом 2:0. Всего за клуб Алфеу провёл 18 матчей и забил 10 голов. Последней командой в карьере нападающего стал клуб «Рио-Гранде», за который он забил 17 голов. Завершив карьеру в 1969 году, он два сезона проработал тренером «Рио-Гранде». В 1976 году он возглавлял клуб «Гремио Насьонал»
В составе сборной Бразилии Калвет дебютировал 10 марта 1960 года на Панамериканском чемпионате с командой Коста-Рики. 15 марта он забил первый мяч за сборную, поразив ворота Мексики. На турнире игрок сыграл 5 матчей, а его команда заняла второе место. Эти матчи стали единственными для нападающего в форме национальной команды.

## Международная статистика
| Матчи Алфеу за сборную Бразилии | Матчи Алфеу за сборную Бразилии | Матчи Алфеу за сборную Бразилии | Матчи Алфеу за сборную Бразилии | Матчи Алфеу за сборную Бразилии | Матчи Алфеу за сборную Бразилии | Матчи Алфеу за сборную Бразилии |
| ------------------------------- | ------------------------------- | ------------------------------- | ------------------------------- | ------------------------------- | ------------------------------- | ------------------------------- |
| №                               | Дата                            | Место проведения                | Оппонент                        | Счёт                            | Голы                            | Турнир                          |
| 1                               | 10 марта 1960                   | Сан-Хосе                        | Коста-Рика                      | 0:3                             | —                               | Панамериканский чемпионат       |
| 2                               | 13 марта 1960                   | Сан-Хосе                        | Аргентина                       | 1:2                             | —                               | Панамериканский чемпионат       |
| 3                               | 15 марта 1960                   | Сан-Хосе                        | Мексика                         | 2:1                             | 1                               | Панамериканский чемпионат       |
| 4                               | 17 марта 1960                   | Сан-Хосе                        | Коста-Рика                      | 4:0                             | —                               | Панамериканский чемпионат       |
| 5                               | 20 марта 1960                   | Сан-Хосе                        | Аргентина                       | 1:0                             | —                               | Панамериканский чемпионат       |

## Достижения
- Чемпион штата Риу-Гранди-ду-Сул: 1961, 1964

## Статистика
- Профиль на СамбаФут